# Allègre (Gard)
Allègre – miejscowość i gmina we Francji, w regionie Oksytania, w departamencie Gard.
Według danych na rok 1990 gminę zamieszkiwały 623 osoby a gęstość zaludnienia wynosiła 25 osób/km² (wśród 1545 gmin Langwedocji-Roussillon Allègre plasuje się na 459. miejscu pod względem liczby ludności, natomiast pod względem powierzchni na miejscu 277.).